# Puente la Reina de Jaca
Puente la Reina de Jaca (aragónul Puent d'a Reina de Chaca) település Spanyolországban, Huesca tartományban. Puente la Reina de Jaca Santa Cilia, Bailo, Canal de Berdún és Valle de Hecho községekkel határos. Lakosainak száma 264 fő (2024).

## Népesség
A település népessége az utóbbi években az alábbiak szerint változott:
| Lakosok száma | 258  | 246  | 226  | 218  | 286  | 276  | 263  | 255  | 261  | 264  |
|               | 2001 | 2004 | 2007 | 2009 | 2012 | 2014 | 2017 | 2019 | 2022 | 2024 |